# Modesztusz
A Modesztusz latin eredetű férfinév, jelentése: szerény, udvarias.  Női párja: Modeszta.

## Gyakorisága
Az 1990-es években szórványos név, a 2000-es években nem szerepel a 100 leggyakoribb férfinév között.

## Névnapok
- február 5.[2]
- június 15.[2]

## Híres Modesztuszok
- André-Ernest-Modeste Grétry vallon zeneszerző
- Modeszt Petrovics Muszorgszkij orosz zeneszerző